# Dipsina multimaculata
Genre
Espèce
Synonymes
- Coronella multimaculata Smith, 1847
- Rhamphiophis multimaculatus (Smith, 1847)

Dipsina multimaculata, unique représentant du genre Dipsina, est une espèce de serpents de la famille des Lamprophiidae.

## Répartition
Cette espèce se rencontre en Namibie, dans le sud du Botswana et en Afrique du Sud.

## Publications originales
- Jan, 1862 : Enumerazione sistematico delle specie d'ofidi del gruppo Calamaridae. Archivio per la zoologia, l'anatomia e la fisiologia, vol. 2, p. 213-330 (texte intégral).
- Smith, 1847 : Illustrations of the Zoology of South Africa; Consisting Chiefly of Figures and Descriptions of the Objects of Natural History Collected during an Expedition into the Interior of South Africa, in the Years 1834, 1835, and 1836 .... Vol. III. Reptilia. Part 26. London: Smith, Elder, & Co.